# Prințul Albert al Prusiei (1837–1906)
Prințul Friedrich Wilhelm Nikolaus Albrecht al Prusiei (8 mai 1837 – 13 septembrie 1906) a fost mareșal prusac și, din 1885 regent al ducatului de Brunswick.

## Biografie
S-a născut la Berlin, Brandenburg ca al doilea copil și primul fiu al Prințului Albert al Prusiei (1809–1872) și a soției sale, Prințesa Mariana a Țărilor de Jos (1810–1883), fiica regelui Willlem I al Țărilor de Jos. Tatăl său a fost fratele regelui Frederic Wilhelm al IV-lea al Prusiei și al împăratului Wilhelm I al Germaniei.
În 1885 a fost ales regent pentru ducatul de Brunswick, când cancelarul german Otto von Bismarck l-a înlăturat pe Ernest Augustus, Prinț de Hanovra. După ce a acceptat regența, Albert și Maria au locuit în Brunswick, Berlin și Kamenz. Prințul Albert a murit la Schloss Kamenz în 1906, la 69 de ani. A fost înmormântat în mausoleul din parcul palatului Kamenz. După al Doilea Război Mondial, mausoleul a fost jefuit și corpurile lui Albert și a soțiie sale au fost reînhumate în parc.

### Căsătorie și copii

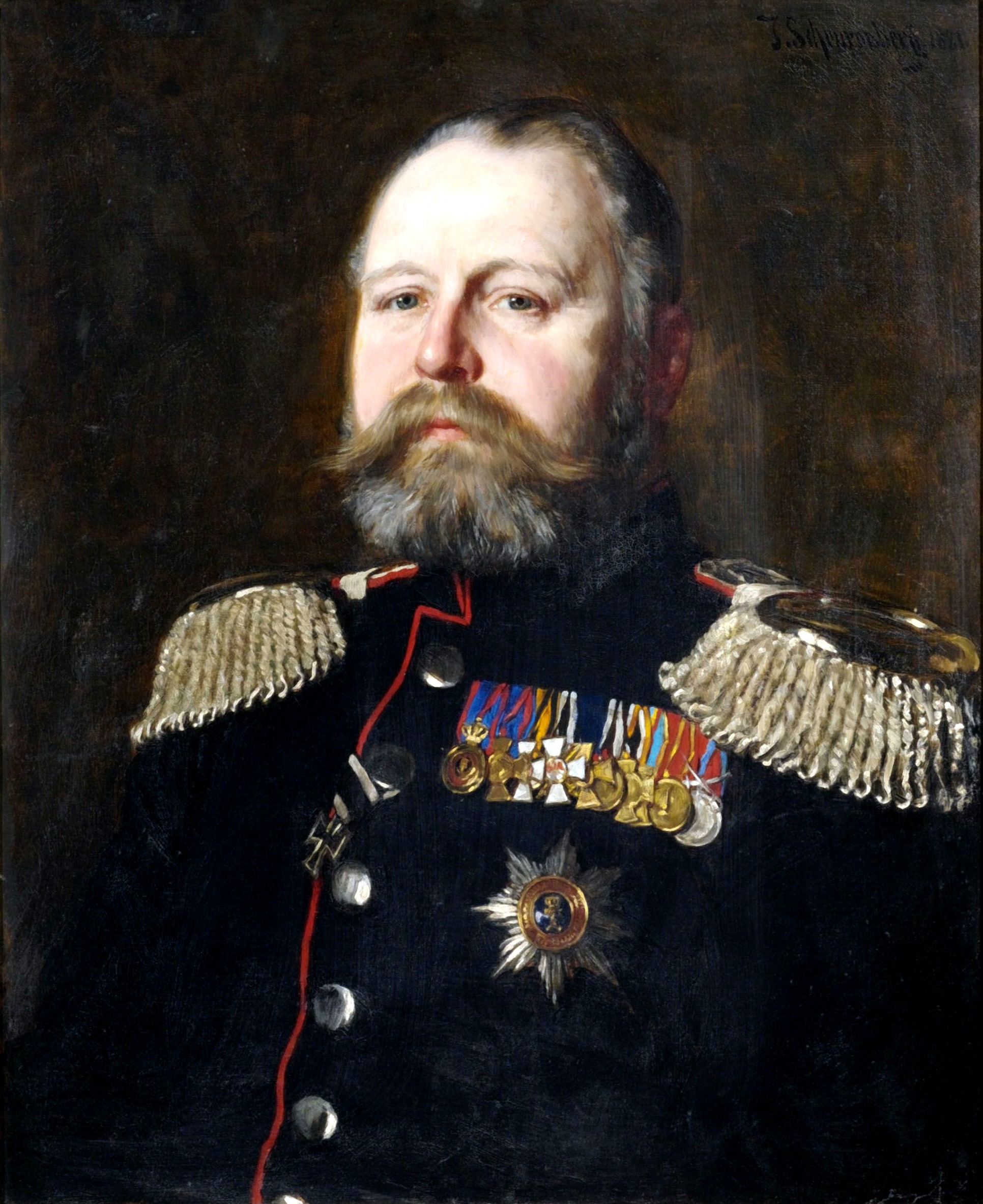
Prințul Albert în 1881

La 9 aprilie 1873 la Berlin s-a căsătorit cu Prințesa Maria de Saxa-Altenburg, fiica lui Ernst I, Duce de Saxa-Altenburg (1826–1908) și a soției lui, Agnes de Anhalt-Dessau (1824–1897). Mariajul nu a fost fericit iar mai târziu cei doi au divorțat. Decizia lui de a aștepta să împlinească 36 de ani înainte de a se căsători este considerată a fi fost o reflectare a situației maritale a părinților săi.
Împreună au avut trei copii:
- Friedrich Heinrich Albrecht (1874–1940)
- Joachim Albrecht (1876–1939)
- Friedrich Wilhelm (1880–1925)